# Joan Baptista Penyarroja
Joan Baptista Penyarroja (1665-1733) va ser un notari valencià. Va aconseguir de Carles II la independència de Vilafranca i de la resta d'aldees respecte de Morella, així com la seua erecció en viles reials.